# Råckeröd
Råckeröd är en bebyggelse nordväst om Kärna i Torsby socken i Kungälvs kommun. Från 2015 avgränsar SCB här en småort.